# Willy Stoffregen

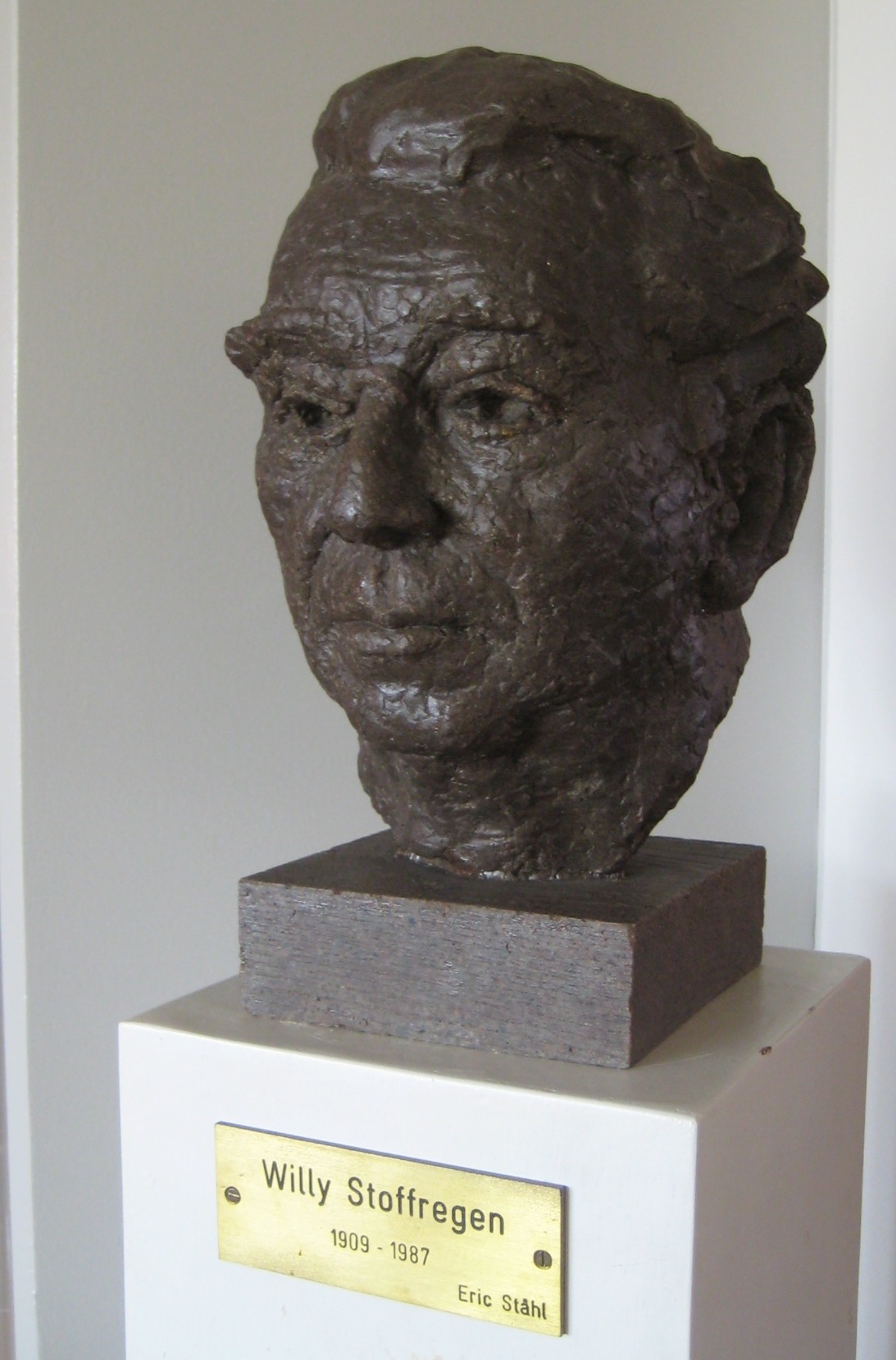
Willy Stoffregen, byst av Eric Ståhl, utställd vid Institutet för rymdfysik i Uppsala.

Willy Stoffregen, född 27 augusti 1909 i Bitterfeld, Tyskland, död 16 mars 1987, rymdforskare och pionjär inom svensk rymdverksamhet, grundare av Uppsala jonosfärobservatorium.
Stoffregen växte upp och utbildade sig till radioingenjör i Tyskland och deltog i Heinrich Hertz-institutets expedition till Tromsø under det Internationella polaråret vintern 1932-33. Den 30 januari 1933 utnämndes Hitler till rikskansler i Tyskland, vilket fick Stoffregen att stanna kvar i Tromsø, där han fortsatte med jonosfärforskning vid Nordlysobservatoriet (expeditionens andre medlem, Kurt Kreielsheimer, återvände inte heller till Tyskland utan fortsatte till Nya Zeeland). Vid den tyska invasionen av Norge 1940 flyttade han till Finland och 1941 vidare till Sverige, där han under krigsåren arbetade med att bygga upp jonosfärforskning som en ny gren vid Uppsala universitets institut för högspänningsforskning under ledning av E. Harald Norinder. Han återkallades till Norge 1946 för att utveckla jonosonder vid Forsvarets forskningsinstitutt.
Några år senare återvände Stoffregen till Sverige och grundade 1952 Uppsala jonosfärobservatorium som en avdelning av Försvarets forskningsanstalt, med utforskning av jonosfären med jonosonder och andra markbaserade instrument som specialitet. 1952 startades även regelbundna automatiska jonosonderingar, radarmätningar av jonosfären, vilka fortgår än idag.  Verksamheten utvidgades under 1950- och 1960-talen med optiska mätmetoder för norrskensstudier (automatiska norrskenskameror och spektrometrar), norrskensradar och sedan början av 1960-talet även jonosfärforskning med sondraketer. Stoffregen blev en drivande kraft inom det svenska raketprogrammet.
Stoffregen tog initiativ till bildandet av Svenska Rymdforskares Samarbetsgrupp (SRS) 1964. SRS hette fram till 1967 Samarbetsgrupp för Svensk Rymdforskning.
Stoffregen erhöll 1960 det Arnbergska priset för sina pionjärinsatser inom jonosfärforskningen och sitt arbete för det internationell geofysiska året 1957-1958.  Han utsågs 1968 till hedersdoktor vid Uppsala universitet och belönades 1981 med Rossbypriset.
Stoffregen komponerade även klassisk musik, bland annat stråkkvartetter och pianostycken.